# Gintong
Gintong is een bestuurslaag in het regentschap Pidie van de provincie Atjeh, Indonesië. Gintong telt 605 inwoners (volkstelling 2010).